# Хаккани, Халил
Халил-ур-Рахман Хаккани (пушту خلیل‌الرحمن حقاني‎ [xalilʊrahˈmɑn haqɑˈni], он же Халил-ур-Рехман Хаккани, Халил ар-Рахман Хаккани, Халил Хаккани и Халил Ахмад Хаккани; 1 января 1966, Пактия, Королевство Афганистан — 11 декабря 2024, Кабул) — министр по делам беженцев Исламского Эмирата Афганистан с 7 сентября 2021 до своей гибели 11 декабря 2024 года и видный лидер сети Хаккани.

## Биография
Во время афганской войны Хаккани занимался международным сбором средств для талибов и поддерживал операции талибов в Афганистане. В 2002 году Халил направил своих подчиненных для усиления «Аль-Каиды» в провинции Пактия в Афганистане. В 2009 году Хаккани помогал задерживать вражеских пленных, захваченных сетью Хаккани и талибами. В 2010 году Хаккани предоставил финансирование Талибану в провинции Логар, Афганистан. Хаккани выполнял приказы своего племянника Сираджуддина Хаккани, лидера сети Хаккани, который в марте 2008 года был признан террористом на основании исполнительного указа № 13224.
9 февраля 2011 года Министерство финансов США в соответствии с указом № 13224 объявило Халила Хаккани глобальным террористом особого назначения и предложило награду в размере 5 миллионов долларов США за него как за одного из самых разыскиваемых террористов.
9 февраля 2011 года Организация Объединённых Наций в соответствии с пунктом 2 резолюции 1904 (2009) Халил Хаккани был добавлен в Санкционный список 1988 года (TAi.150) за связь с «Аль-Каидой», Усамой бен Ладеном или талибами за «участие в финансирование, планирование, содействие, подготовку или осуществление действий или действий, совместно с, от имени, от имени или в поддержку» или «иным образом поддерживая действия или деятельность» движения «Талибан».
Сеть Хаккани была основана братом Халила Хаккани Джалалуддином Хаккани. В середине 1990-х они присоединились к режиму Талибана муллы Мохаммеда Омара. ООН установила, что Хаккани занимается сбором средств от имени Талибана и сети Хаккани и совершает международные поездки для получения финансовой поддержки. По состоянию на сентябрь 2009 года Хаккани получил финансовую поддержку от арабских государств Персидского залива и из источников в Южной и Восточной Азии. Кроме того, Халил действовал от имени «Аль-Каиды» и связан с их военными операциями, включая развертывание подкреплений для элементов «Аль-Каиды» в провинции Пактия, Афганистан.

## Деятельность во время окончания Афганской войны
В августе 2021 года, после падения Кабула, Хаккани был назначен ответственным за безопасность Кабула во время смены власти.
7 сентября 2021 года Халил Хаккани был назначен министром по делам беженцев нового и восстановленного Исламского Эмирата Афганистан.

## Смерть
11 декабря 2024 года террорист-смертник убил Хаккани и ещё пятерых человек в офисе его министерства в Кабуле. The Washington Post описала это самой значительной гибелью среди руководства движения «Талибан» с момента военного захвата Афганистана в 2021 году.
Позже ответственность за это нападение взяла на себя группировка «Исламское государство» (ИГ). Согласно сообщению, опубликованному «информационным агентством» ИГ Amaq, боевик ИГ ждал снаружи офиса министра и взорвал взрывчатку, когда он вышел.